# Willem Jacob Backer

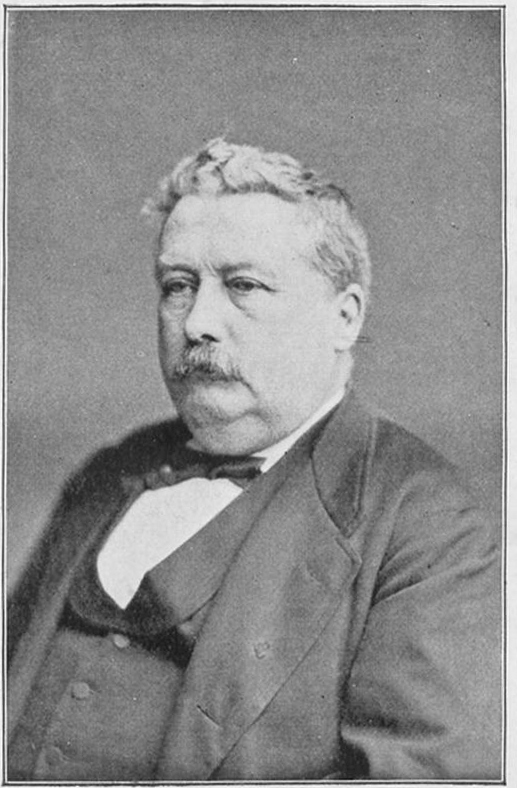
Jhr. Willem Jacob Backer

Jhr. Willem Jacob Backer (Amsterdam, 30 oktober 1829 -  's Gravenhage, 27 maart 1898) was een Nederlands  waterbouwkundige.

## Eerste werkkring
Hij begon in 1845 aan de Koninklijke Akademie te Delft maar stopte met de opleiding in juli 1851 om de beginnen aan een meer praktische carrière. Hij werkte toen onder leiding van Jean Frédéric Augier. Hij werkte daar aan de verbetering van de afwatering van het dijkdistrict Hasselt en Zwartsluis, aan het ontwerp voor een kanaal om de Drentsche Hoofdvaart te verbinden met de Zuiderzee, via Wittelte, Steenwijk en Blokzijl, aan een verbetering van het Meppelerdiep en het Zwarte Water en aan een verbetering van de monding van de IJssel. In 1853 zette hij zijn studie in Delft voort en haalde in 1854 zijn diploma, zijn afstudeeronderwerp was de verbetering van de IJsselmonding waar hij een paar jaar daarvoor aan gewerkt had. Hij werd buitengewoon opzichter bij de Waterstaat en was werkzaam bij de aanleg van het Lichtmiskanaal tussen de Dedemsvaart en de Vecht.

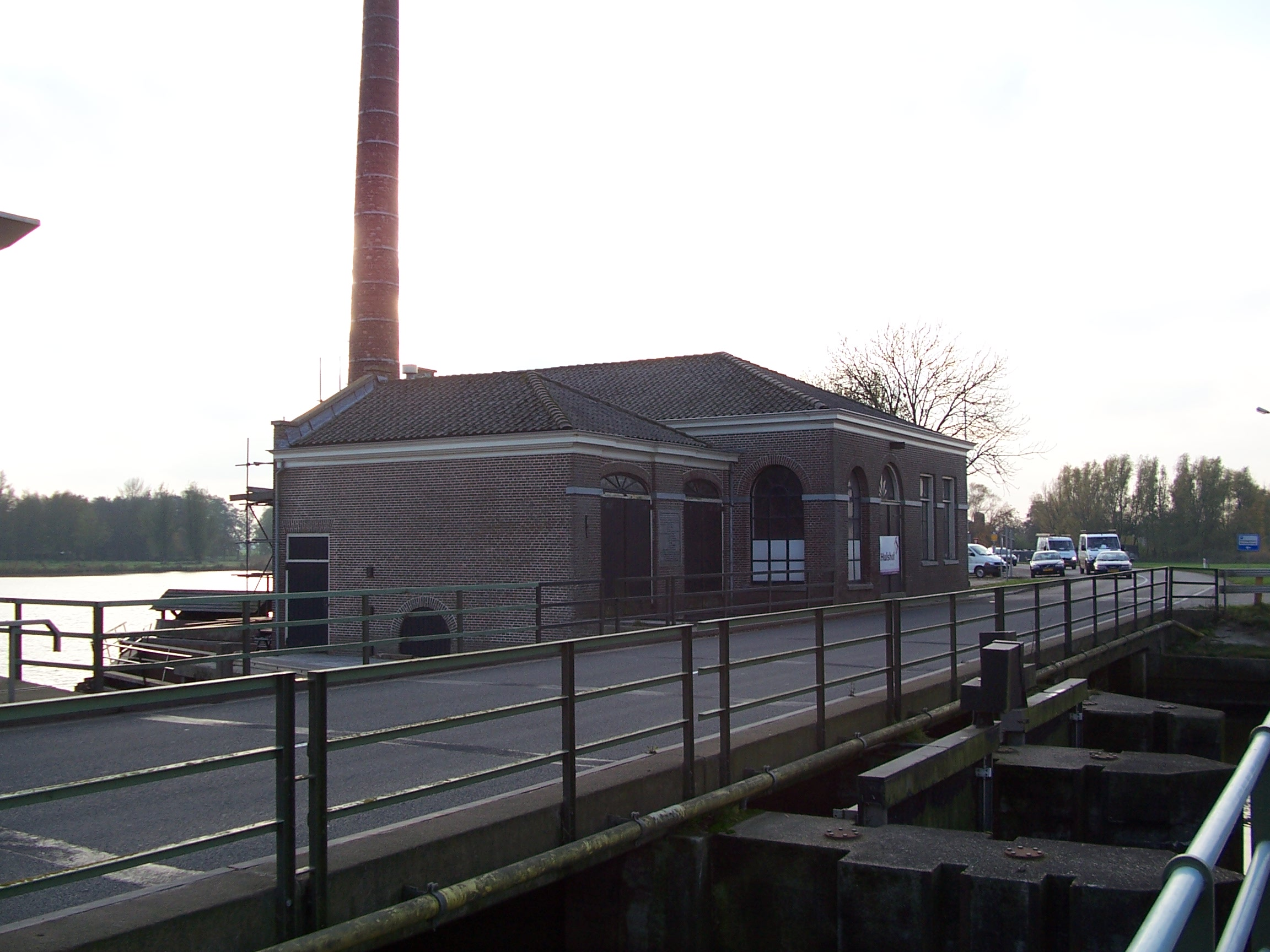
Stoomgemaal Mastenbroek

Vanaf 1856 werkte hij onder Van Diggelen aan de verbetering van de havens van Elburg  en van De Lemmer. Ook heeft hij voor Van Diggelen gewerkt aan zijn diens beoordeling van de plannen voor de inpoldering van de Lauwerszee. Met Van Diggelen werkte hij  in 1861 ook aan het ontwerp voor de droogmaking van een veenplas in de polder Mastenbroek, de Koekoekspolder. Dit plan werd ook uitgevoerd. Er werd een stoomgemaal gebouwd en de Koekoek werd drooggemaakt zonder dat om de droogmakerij een dijk was aangelegd; alleen de op de veenplas uitkomende sloten werden gedicht. Backer bouwde de stoomgemalen die hiervoor nodig waren.  

## Werk als zelfstandige
Vanaf 1857 werkte hij als zelfstandige. In Zeeland maakte hij ontwerpen voor de verbeteren van de afwatering rond de streek van Hulst en van Biervliet. Ook ontwierp hij daar enkele (grind)wegen. In 1860 bouwde hij een stoomgemaal voor de Veenpolder van Echten (in Friesland), waar het toen nieuwe beginsel van een hoge- en een lagedruk-cylinder (Compound-stoommachine) werd toegepast. Hier kwam een vijzelgemaal met een vijzel met een diameter van 2,10 m.  In 1862 en 1863 werd een uitwateringssluis met toeleidingskanalen gebouwd voor het Land van Vollenhove.  
Backer kreeg de opdracht om een onderzoek te doen naar de mogelijkheden naar verbetering van de waterlozing in de streek rond Kampen. Hij onderzocht een interprovinciale samenwerking van negen polders in dit gebied, maar dat was een brug te ver. De belangen waren te verschillend. De hoger gelegen gebieden (Hattem, Oldebroek en Zalk zonder Zalkerbroek) vroegen om een andere waterstand dan de lagergelegen gebieden. Backer presenteerde daarom ontwerpen die zich richtten op beperktere samenwerking. Op 1 mei 1863 kwam men tot een overeenkomst tussen Broeken en Maten, Onderdijksch en de gemeente Kampen: de stichting van een stoomgemaal onder gezamenlijke verantwoordelijkheid. Het doel was verbeterde waterlozing voor Broeken en Maten, voor Onderdijksch, voor de gemeentelijke polders Buitendijks en Haatland en voor de stad Kampen. Het gebied omvatte 1563 hectare en het stoomgemaal zou een kracht hebben waarmee eventueel ook de polder Dronthen bemalen kon worden. Onder leiding van Backer werd het gemaal "Broeken en Maten" gebouwd en in 1855 in gebruik genomen. Bij het gemaal werd ook een sluis gebouwd.   
In de periode van 1864 to 1877 werd door hem het ontwerp van de droogmaking van de Schielandse Polders door Jan Anne Beijerinck in uitvoering gebracht.  Hiervoor verhuisde hij naar Kralingen. Hij bouwde in dit gebied een viertal stoomgemalen, waaronder het door  later naar Beijerinck genoemde Jan Anne Beijerinckgemaal. Ook heeft hij de aanleg van de ringvaart voor zijn rekening genomen. Hij heeft de volledige inrichting van de polder tot stand gebracht, zoals de verkaveling, de verkoop van de gronden en het opzetten van het polderbestuur.   
Door het bestuur van het dijksdistrict Mastenbroek werd  een commissie benoemd bestaande uit prof. Henket en Backer om te adviseren over de bouw van een tweede stoomgemaal. Ze adviseerden positief, en in de periode 1872-1874 werd dit gemaal (Lutterzijl) onder leiding van Backer gebouwd. Van 1876 tot 1881 was hij werkzaam aan een plan voor verbetering van de waterafvoer van het polderdistrict de Veluwe, waarover hij een uitgebreid rapport heeft geschreven. In 1886 ging hij met pensioen.  

## Privé
Hij was de  zoon van Jhr. mr. W.J. Backer, secretaris van Amsterdam en A.M. Rendorp. Hij trouwde op 6 maart 1863 in Buiksloot met Jansje Boer, Zij overleed op 25 maart 1869 in Kralingen. Daarna hertrouwde op 30 maart 1882 in Kralingen met Johanna Jacoba van Ogten; zij overleed op 25 november 1888. Hij had geen kinderen. Voor zijn verdiensten voor de inpoldering van de Prins Alexanderpolder werd hij benoemd tot Ridder in de Orde van de Nederlandse Leeuw.  
- Biografisch Portaal: 64821133
- Digitale Bibliotheek voor de Nederlandse Letteren: back050
- Virtual International Authority File: 282084946